# Estádio Nuevo Francisco Urbano
O Estádio Nuevo Francisco Urbano é um estádio de futebol localizado em Morón, capital do partido homônimo, na província de Buenos Aires, Argentina. A praça esportiva pertencente ao Club Deportivo Morón foi inaugurada em 25 de julho de 2013 e tem capacidade para cerca de 32.000 torcedores.

## História

### Inauguração
A demolição do antigo estádio do clube começou em 2012, e neste mesmo ano, foram iniciadas as obras de construção do novo estádio. A inauguração viria em 26 de julho de 2013, com uma partida amistosa entre o Deportivo Morón e a Seleção Argentina Sub-20. O jogo terminou com vitória dos donos da casa por 2 a 1 ante a um público de cerca de 30 mil torcedores. Antes da bola rolar, nas primeiras horas da tarde, o pontapé inicial da inauguração formal foi dado pela então presidente da Argentina Cristina Kirchner, que cumprimentou os jogadores das equipes um por um e cortou as fitas simbólicas no centro do campo.

### Origem do nome
Seu nome faz referência à antiga cancha do clube, o estádio Francisco Urbano, utilizado entre os anos de 1956 e 2013. Francisco Urbano foi um importante dirigente da instituição e esteve à frente do clube em três ocasiões distintas.